# Blues

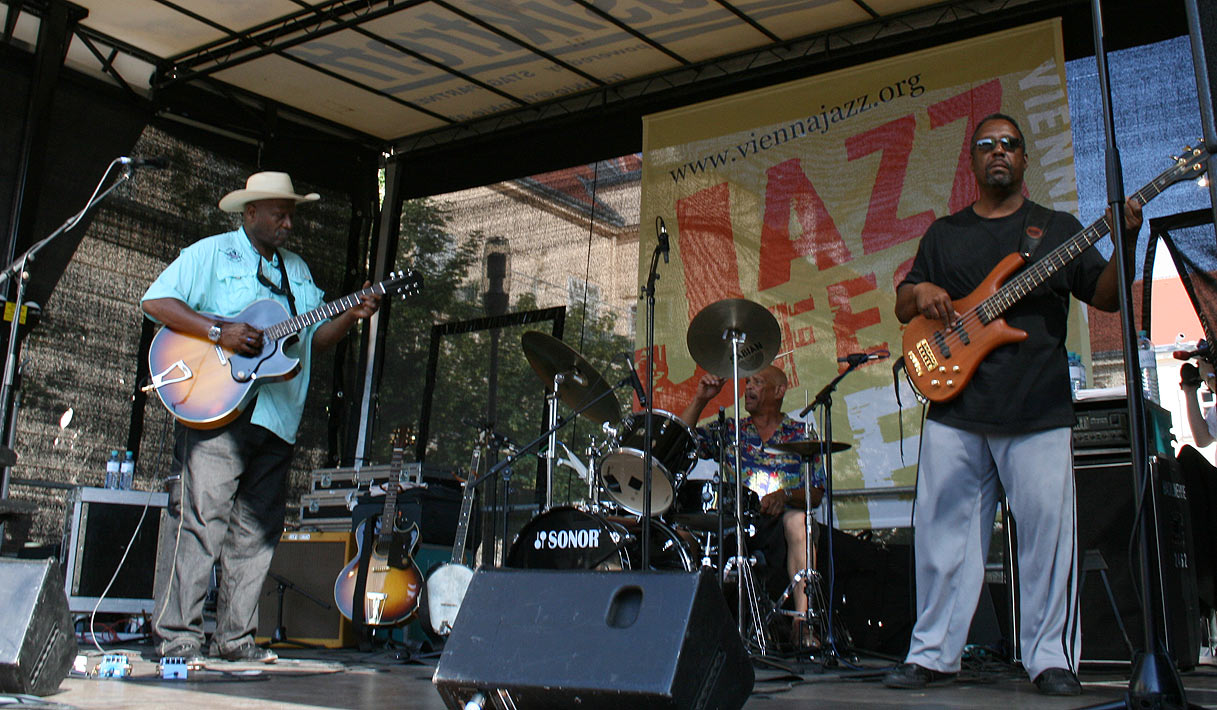
Taj Mahal Blues Trio

O blues é um gênero e forma musical originado por afro-americanos no extremo sul dos Estados Unidos em torno do fim do século XIX. O gênero se desenvolveu a partir de raízes das tradições musicais africanas, canções de trabalho afro-americanas, spirituals e música tradicional. O blues incorporou spirituals, canções de trabalho, canto de campo, ring shout, e baladas narrativas simples e rimadas. A forma do blues, onipresente no jazz, no rhythm and blues e no rock and roll, é caracterizada pelo padrão de chamada e resposta, pela escala de blues e por progressões de acordes específicas, das quais o blues de doze compassos é o mais comum. Blue note é uma nota cantada ou tocada um semitom abaixo de uma quinta justa (na escala menor) e um semitom abaixo da terça maior (na escala maior), resultando em um som melancólico; a própria palavra "blues", em inglês, é sinônimo de melancolia. Blues shuffles ou linha de baixo reforçam o ritmo de transe e formam um efeito repetitivo conhecido como groove.
Blues como um gênero também é caracterizado por suas letras, linhas de baixo e instrumentação. Os primeiros versos tradicionais de blues consistiam em uma única linha repetida quatro vezes. Foi apenas nas primeiras décadas do século XX que a estrutura corrente menos comum tornou-se padrão: o padrão AAB, consistindo de uma linha cantada sobre as quatro primeiras, sua repetição nas quatro próximas e, em seguida, uma linha de conclusão mais longa sobre as últimas linhas. Os primeiros blues muitas vezes tomavam a forma de uma narrativa livre, relacionando frequentemente os problemas experimentados na sociedade afro-americana.
Muitos elementos, como o formato de chamada-e-resposta e o uso de blue notes, podem ser relacionados à música da África. As origens do blues também estão intimamente relacionadas com a música religiosa da comunidade afro-americana, os spirituals. A primeira aparição do blues é muitas vezes datada após o fim da escravidão e, mais tarde, o desenvolvimento do juke joint. Está associada à liberdade recém-adquirida dos antigos escravos. Os cronistas começaram a relatar sobre a música blues no alvorecer do século XX. O blues desde então evoluiu de música vocal não acompanhada e tradições orais de escravos em uma grande variedade de estilos e subgêneros. Os subgêneros de blues incluem country blues, Delta blues e Piedmont blues, bem como estilos de blues urbanos como Chicago blues e West Coast blues. A Segunda Guerra Mundial marcou a transição do blues acústico para o elétrico e a abertura progressiva da música blues para um público mais amplo, especialmente ouvintes brancos. Nos anos 1960 e 1970, uma forma híbrida chamada blues rock evoluiu.

## História

### As origens
Os cantos religiosos (spirtuals) têm sua origem na África, onde a tradição é passada de pai para filho, a qual  deu a ferramenta para o nascimento do blues pelos negros americanos, descendentes de escravos africanos, nos final do século XIX. Nos Estados Unidos da América, o blues sempre esteve profundamente ligado à cultura afro-americana, especialmente aquela oriunda do sul dos Estados Unidos (Alabama, Mississippi, Louisiana e Geórgia), dos escravos das plantações de algodão que usavam o canto, nas chamadas "worksongs", para embalar suas intermináveis e sofridas jornadas de trabalho, as quais são uma das origens dos "blues" (blue também é a cor que sinestesicamente significa tristeza na cultura norte-americana, por isso surgiu o termo "let's sing our blues").
São evidentes tanto em seu ritmo, sensual e vigoroso, quanto na simplicidade de suas poesias que basicamente tratavam de aspectos populares típicos como religião, amor, sexo, traição e trabalho. Com os escravos levados para a América do Norte no início do século XIX, a música africana se moldou no ambiente frio e doloroso da vida nas plantações de algodão. Porém o conceito de "blues" só se tornou conhecido após o término da Guerra Civil quando sua essência passou a ser como um meio de descrever o estado de espírito da população afro-americana. Era um modo mais pessoal e melancólico de expressar seus sofrimentos, angústias e tristezas. A cena, que acabou por tornar-se típica nas plantações do delta do Mississippi, era a legião de negros, trabalhando de forma desgastante, sobre o embalo dos cantos, os "blues".

### As raízes no delta
Há várias versões sobre aquela que é a primeira composição típica de blues, assim como seu primeiro idealizador. Diz a lenda que o autoproclamado "Pai do Blues" W. C. Handy ouviu este tipo de música pela primeira vez em 1903, quando viajava clandestinamente em um vagão de trem e observava um homem que tocava violão com um canivete. Daí teria surgido aquele que é dito como o primeiro blues da história, St. Louis Blues. Porém o mais correto a afirmar é que o blues surgiu de uma forma mais ambiental e progressiva do que uma única canção. De fato, a instrumentalização das work songs (canções de trabalho) foi o marco inicial para o surgimento do blues moderno.
Na década de 1920, com a migração dos negros sulistas para o norte dos Estados Unidos, essa cultura foi difundida, e outro fato importante é a gravação de Crazy Blues, pela cantora Mamie Smith que é considerado o primeiro registro fonográfico de um Blues.
O primeiro nome popular a surgir como músico específico de blues foi o de Charley Patton, em meados da década de 20. Posteriormente, na mesma época, surgiram nomes como de Son House, Willie Brown, Leroy Carr, Bo Carter, Sylvester Weaver, Blind Willie Johnson, Tommy Johnson entre outros. A princípio, a maioria das canções interpretadas eram cantos tradicionais como Catfish Blues e John The Revelator, canções essas que tiveram vários intérpretes e versões variadas no decorrer da história. Porém, foi na década de 30 que surgiu aquele que é talvez o nome mais influente e idolatrado do blues: Robert Johnson. Influenciado sobretudo por Son House e Willie Brown, Johnson viveu pouco tempo, cerca de 27 anos, sendo que a sua data de nascimento não é totalmente precisa. Vitimado, segundo a lenda, por um uísque envenenado pelo marido de uma de suas amantes.[carece de fontes?] Gravou 29 canções apenas, entre 1936 e 1937, porém consideradas alguns dos maiores clássicos de blues de todos os tempos.
No final dos anos 30 e inícios dos 40 surgiram as primeiras grandes bandas de blues, de Sonny Boy Williamson e Big Bill Broonzy. E a partir de 1942  o blues sofre sua primeira grande "revolução" interna com o soar das primeiras notas eletrificadas do lendário guitarrista T-Bone Walker. Certamente é deste nome que remonta as origens do formato consagrado do blues moderno, baseado na repetição doze compassos da melodia base e com o solo totalmente livre do acompanhamento, (ou seja, o puro improviso) o que não ocorria até então já que o solista era na maioria dos casos também o responsável pela parte rítmica instrumental. O que certamente tornou possível a T-Bone Walker ser o precursor do estilo clássico moderno do blues foram suas raízes no jazz, que posteriormente imortalizariam a marca de seu blues. Com a explosão do blues em Chicago e o advento da eletricidade na música, o blues atingiu um patamar novo, deixando de ser restrito a um pequeno grupo, para se tornar cultura popular no sul dos Estados Unidos.

### Obluesde Chicago
Em meados dos anos 50, começa um período intenso de migração do delta do Mississippi para Chicago, que já ocorria há alguns anos, porém de forma mais escassa. A população negra do sul dos Estados Unidos, procurando fugir da repressão e das condições precárias de vida que lá encontravam, viram em Chicago um lugar para novas oportunidades. Os músicos de blues que, por essa época, chegavam em grande número a Chicago, encontraram a eletricidade na música, o que possibilitou uma gama enorme de novas possibilidades e os permitiu alçarem voos mais altos com sua música. Talvez o grande nome dessa nova fase tenha sido o de Muddy Waters, o primeiro a eletrificar todos os instrumentos de sua banda. Com seu blues carregado, poderoso e intenso, Muddy Waters é talvez, junto com Robert Johnson, a figura mais influente e popular do blues americano, sendo o primeiro bluesman a ter seu nome reconhecido fora dos Estados Unidos. Essa última inclusive teve seu nome baseado em uma música de Muddy Waters, Rollin' Stone. Waters compôs e/ou interpretou inúmeros clássicos máximos do blues como Baby Please Don't Go, I Can't Be Satisfied, Honey Bee e Hoochie Coochie Man, entre muitas outras. Sua importância no desenvolvimento do blues como gênero dominante no cenário mundial é tão grande que é necessário um capítulo à parte para descrever toda a sua obra.
Outro grandioso nome do blues surgido nesse período foi Willie Dixon. Um dos poucos baixistas líder de banda do Blues, Dixon é considerado o "poeta do blues", já que suas letras se tornaram hinos da cultura do blues. Sem dúvida é o mais importante compositor da segunda geração do blues. É dele a composição de um dos maiores clássicos, Hoochie Coochie Man, que se tornou famosa na versão de Muddy Waters. Entre outros clássicos estão You Shock Me, I Can't Quit You Baby, Little Red Hooster (composição em parceria com Howlin' Wolf), Spoonful e Back Door Man.
Não menos importante foi o nome de Howlin' Wolf. Guitarrista e gaitista de origem, ficou famoso por sua voz rouca e de um blues bastante suingado. Definiu um estilo impossível de não ser reconhecido, que influenciaria de forma marcante posteriormente músicos como Eric Clapton, Jeff Beck e Stevie Ray Vaughan. Suas parcerias com Willie Dixon renderam verdadeiras obras primas, além de composições conjuntas. Destaques para The Little Red Rooster e Howlin' For My Baby.
A guitarra elétrica se tornou unanimidade absoluta no blues, nesse período, porém nenhum outro nome consagrou tanto a guitarra solo como elemento central do blues quanto  King. Influenciado diretamente por T-Bone Walker, outro virtuose da guitarra solo, B.B. King criou um estilo único e quase inigualável de frasear o instrumento, de forma pura e melódica como poucos conseguem. O seu vibrato tornou-se marca registrada, dando aos solos de guitarra uma forma quase verbal. Sem falar de seu vocal tenor que muitas vezes se destacava mais que o próprio instrumento. Influenciando praticamente todos os guitarristas que vieram posteriormente, é classificado, merecidamente, como o "rei do blues". De fato, blues e B.B. King hoje são termos quase inseparáveis.
Inevitável não citar a figura de John Lee Hooker, que se identificaria posteriormente pelo seu boogie, e seu estilo falado de cantar, que se tornaria sua marca registrada. Porém sua importância no blues vai muito mais além do que apenas uma vertente adjunta. Além de ter sido um dos primeiros a eletrificar a guitarra no blues, John Lee Hooker foi o precursor do blues de Chicago, antes mesmo de Muddy Waters ganhar renome e importância.

### Os anos 60 e obluesbritânico
Um dos momentos mais marcantes do blues foi a apresentação de Muddy Waters em Londres no início dos anos 50. Foi um marco, pois dali em diante o blues ganharia renome internacional e influenciaria o surgimento de novas vertentes musicais, especialmente o rock n' roll. Logicamente Chuck Berry é indiscutível como iniciador do modelo rock, porém sua origem é absoluta no blues, ainda mais na música de Waters. Mas foi o reconhecimento do blues na Inglaterra nos anos 50 que alavancaria o nascimento de uma revolução na história da música ocidental.
Na Inglaterra, o blues elétrico enraizou-se durante uma aclamada turnê de Muddy Waters. Waters, desconfiado da tendência de seu público para skiffle, um blues acústico, mais suave, ligou seu amplificador e começou a tocar seu blues elétrico de Chicago. Embora o público tenha sido amplamente abalado pelo desempenho, o desempenho influenciou os músicos locais como Alexis Korner e Cyril Davies a emular este estilo mais alto.
A popularização desse estilo daria origem ao blues-rock. Bandas como Rolling Stones, Yardbirds e mais posteriormente Cream, Fleetwood Mac, Jeff Beck e Led Zeppelin teriam suas raízes totalmente fundadas no blues elétrico de Chicago. Talvez o grupo de maior importância no recém surgido cenário blues britânico tenha sido John Mayall and the Bluesbreakers, que além de ter grande influência no crescimento do blues dentro do país, foi a banda-alçapão de músicos que viriam a se tornar importantíssimos nesse cenário musical em ascensão, como Eric Clapton, que posteriormente viria a formar o Cream, Peter Green que sairia do grupo para ser líder e compositor do Fleetwood Mac, e Mick Taylor, que seria requisitado como guitarrista dos Rolling Stones.
E, com o reconhecimento mundial desses músicos, os nomes clássicos do folk-blues americano como Robert Johnson, Son House, Muddy Waters, Howlin' Wolf, B.B. King e Taj Mahal passaram a ser referências diretas. Foi no Newport Folk Festival de 1963 que o blues teve seu auge, com a apresentação de diversas figuras consagradas do estilo. Daí em diante praticamente todos os músicos dos mais diversos estilos provenientes do rock e blues regravaram clássicos antigos. O Led Zeppelin, em seu primeiro álbum gravou uma série de composições de Willie Dixon, porém incluindo como autoria própria, o que resultaria em uma batalha judicial, que obrigaria a banda a identificar Dixon como autor original.
Na América, os efeitos foram diretos, e músicos como Creedence Clearwater Revival, The Doors, Bob Dylan, Janis Joplin e Jimi Hendrix desenvolveram seus estilos próprios fundamentados nas raízes do blues. Internamente, nomes como Albert King, Freddie King e Buddy Guy, iniciaram uma mudança na sonoridade do blues, juntando elementos típicos do rock, a guitarra distorcida e pesada, com o som tradicional, o que levaria alguns puristas a rejeitarem essa nova "moda" que contrariava o purismo tradicional da música.

### O renascimento nos anos 90
Durante os anos 90, o blues, como forma predominante de influência musical, que havia influenciado o surgimento de diversas outras tendências, ia perdendo espaço cada vez mais para os elementos eletrônicos e especialmente da era disco. Até meados dos anos 80 o blues quase inexistia como estilo musical. As aparições dos músicos clássicos de Chicago eram cada vez mais esporádicas, e a própria nova moda rejeitava a sua tendência não comercial contrastante com a fase "dancing" dos anos 80. Porém foi com o guitarrista texano Stevie Ray Vaughan, que o blues ganhou novas forças. Virtuoso e intenso ao tocar, Vaughan trouxe à tona um estilo até então adormecido, regravando clássicos e criando uma marca própria, unindo elementos típicos do blues de Chicago de Albert King, B.B. King, Howlin' Wolf e Taj Mahal, com o virtuosismo de Jimi Hendrix. Medalhões apagados como B.B. King, Eric Clapton, Taj Mahal e outros voltavam a ser referências, e Vaughan foi o responsável por essa nova fase. Vaughan gravou quatro álbuns de estúdio, e neles estão composições que se tornaram referências ao blues e suas vertentes. Suas interpretações variavam do blues tradicional (Pride and Joy, Texas Flood) ao cool jazz  (Stang's Swang, Riviera Paradise), passando por soul music (Life Without You), funk rock (Could't Stand't The Weather) e shuffle (Rude Mood). Após a sua morte prematura em 1990, o blues nunca mais teve a mesma força e influência que teve em tempos passados, e por isso seu nome é lembrado como um verdadeiro herói na história do blues. Coincidentemente ou não, o desaparecimento gradativo do blues no cenário mundial nos anos 90, coincidiu com a queda de praticamente todas a vertentes musicais expressivas, que foram cedendo espaços a estilos comerciais voltados para a mídia e para o marketing, pouco preocupados com uma expressão artística e cultural, da música como forma de transmissão de ideias e emoções, o que levou a uma queda acentuada na qualidade artística das composições musicais nesse final de milênio. Porém numa proporção mais restrita, novos músicos de blues surgem no cenário musical americano como Keb' Mo', Corey Harris e Seasick Steve mas ainda longe de ser expressivo e significativo como outrora fora. 

## Premiações
Diversos músicos de blues já foram premiados com o Grammy Award (que possui uma categoria dedicada exclusivamente ao blues) e outros importantes prêmios da indústria fonográfica.
Em 1980 a Blues Foundation, uma corporação sem fins lucrativos sediada em Memphis, Tennessee criou o Blues Hall of Fame que consiste em uma lista de pessoas que contribuíram significativamente para o blues. No mesmo ano começou também a distribuição das premiações Blues Music Awards.

## Bluesno Brasil
O blues vem ganhando cada vez mais espaço no Brasil, com importantes festivais anuais como o Santos Jazz, Mississippi Delta Blues Festival em Caxias do Sul no Rio Grande do Sul, o Festival Jazz & Blues de Guaramiranga no Ceará, o Rio das Ostras Jazz & Blues Festival no balneário Rio das Ostras no Rio de Janeiro, o Ibitipoca Blues Festival na cidade de Lima Duarte em Minas Gerais, MS Blues Festival em Campo Grande no Mato Grosso do Sul e o Festival de Blues Internacional de Ribeirão Preto em São Paulo.

## Bluesde dança
Blues é também o nome do estilo de dança informal conhecido por “swing dancing”, estilo sem padrões fixos e principalmente baseado no contacto, sensualidade e improvisação.

## Exemplos
- Gordon Collection; interpretado por Bascam Lamar Lunsford nas cercanias de Asheville, North Carolina em 19 de outubro de 1925